# Saarijärvi (Tärendö socken, Norrbotten)
Saarijärvi är en sjö i Pajala kommun i Norrbotten och ingår i Kalixälvens huvudavrinningsområde.